# Edward Lovett Pearce

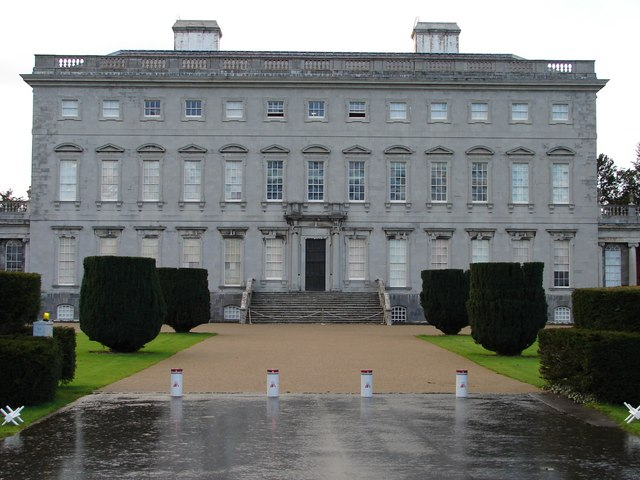
Castletown House

Edward Lovett Pearce (Comtat de Meath, 1699 - 7 de desembre de 1733) fou un arquitecte, que és considerat com el màxim referent del  pal·ladianisme irlandès.
Fill del general Edward Pearce, amb la mort del seu pare es va quedar sota la tutela del seu oncle John Vanbrugh, reconegut arquitecte de qui va ser també deixeble. Amb 17 anys es va allistar a l'exèrcit. El 1722 va decidir estudiar arquitectura i va visitar el Vèneto, on va aprendre molt amb l'observació dels edificis locals, especialment els d'Andrea Palladio. A Itàlia va trobar Alessandro Galilei, també famós arquitecte. Va regressar a Irlanda el 1724 i va començar a practicar a Dublín, on amb el seu estil clàssic, aleshores una novetat, va aconseguir un èxit immediat. Les seves obres més importants van ser els edificis del parlament y el Palau Cashel. El 1924 va continuar amb la construcció del Castletown House, prop de Dublín, dissenyat amb l'arquitecte italià Alessandro Galilei i que són els punts de referència del pal·ladianisme irlandès.